# Ricardo Arredondo
Ricardo Arredondo est un boxeur mexicain né le 26 mai 1949 à Apatzingan et mort le 20 septembre 1991.

## Carrière
Passé professionnel en 1966, il devient champion du monde des super-plumes WBC le 10 octobre 1971 après sa victoire par KO à la 10e reprise contre Yoshiaki Numata. Arredondo conserve sa ceinture aux dépens de Jose Isaac Marin, William Martinez, Susumu Okabe et Apollo Yoshio avant de s'incliner aux points face à Kuniaki Shibata le 28 février 1974. Il met un terme à sa carrière en 1979 sur un bilan de 77 victoires, 22 défaites et 1 match nul.